# Station Damxung
Station Damxung is een spoorwegstation in het arrondissement Damshung in de stadsprefectuur Lhasa in de Tibetaanse Autonome Regio, China.
Het station ligt aan de Peking-Lhasa-spoorlijn. Tweemaal per dag stoppen treinen in beide richtingen.